# W. Bähncke & Co.
W. Bähncke & Co. var et dansk assurancefirma, oprettet 20. november 1857 af Wilhelm Bähncke (1832-1907). Firmaet blev senere ejet af Forsikrings-Aktieselskabet Absalon og havde hjemme i Absalons Gård, Rådhuspladsen 45 i København.